# 荏原哲夫
荏原 哲夫（えばら てつお　1924年 - 1956年2月18日）は、日本のヤクザ。会津屋連合会会津家小高一家・小高龍湖組長の実子分。北海道札幌市雁来町（現札幌市東区）出身。通称は雁来のバラ。

## 来歴
- 大正13年（1924年）、北海道札幌市雁来町に生まれた。
- 昭和15年（1940年）、国民徴用令で、室蘭市の日本製鋼所の徴用工になった。
- 昭和20年（1945年）、長岡宗一（通称:ジャッキー。後の三代目山口組柳川組北海道支部長）と知り合い、長岡を舎弟とした。
- 昭和21年（1946年）、正野二郎と札幌市に戻った。正野二郎や松田武嗣らとともに、愚連隊を組織した。
- 昭和26年（1951年）春、荏原哲夫は、札幌苗穂刑務所で、松田武嗣と再会した。
- 昭和31年（1956年）2月18日午後8時45分、荏原哲夫は、保全病院で死亡した。享年31。

## 荏原の歌
藤田五郎（小説家）の「北海道やくざ者」（『大侠客』青樹社に収録）には荏原の歌について記述がある。
荏原哲夫は、まったく不思議な男だった。道を歩くときも、人を斬るときも、怪我をして医者の手当てを受けるときも、たえず言葉になっていない歌を唄っていた。口笛を吹くこともある。音痴で、音色も低かったが、不思議と哀感があった。この歌のどこが気に入ったのか、彼は死ぬまで、一つ覚えのその歌を唄い続けていた。

## 荏原哲夫関連の書籍
- 藤田五郎『大侠客』青樹社、1983年、ISBN 4-7913-0224-9
- 山平重樹『北海道水滸伝』双葉社＜双葉文庫＞、1999年、ISBN 4-575-50698-2

劇画
- 原作：山平重樹、脚本：天龍寺弦、画：沖田龍児『実録 不敵ヤクザ伝 雁木のバラ 荏原哲夫』2006年、竹書房バンブーコミックス、ISBN 4-8124-6336-X

## 荏原哲夫関連の映画・オリジナルビデオ
- 『実録・北海道やくざ戦争 逆縁』（2001年、オールインエンタテインメント）、荏原哲夫をモデルとした一匹狼の愚連隊・三原鉄次が登場。三原役は宅麻伸
- 『北海道水滸伝 484ブルース 伝説の雁木のバラ』（2004年、GPミュージアム）、主人公・荏原哲夫役は、白竜